# Tomáš Hubočan
Tomáš Hubočan (Žilina, 17 settembre 1985) è un calciatore slovacco, difensore dello Žilina.

## Caratteristiche tecniche
Hubočan nasce come difensore centrale, ma nel corso della carriera si è adattato a ricoprire anche il ruolo di terzino su entrambe le fasce. Giocatore dotato di grande velocità e di un buon tiro dalla lunga distanza, fa della cattiveria agonistica una delle sue caratteristiche principali.

## Carriera

### Club
L'8 luglio 2016 firma un contratto triennale con l'Olympique Marsiglia.
Il 7 settembre 2017 viene ufficializzato il suo passaggio al Trabzonspor.

### Nazionale
Esordisce in nazionale il 10 dicembre 2006 in un'amichevole disputata contro gli Emirati Arabi Uniti. Con la selezione slovacca ha preso parte a due edizioni degli Europei (2016, 2020).

## Statistiche

### Presenze e reti nei club
Statistiche aggiornate al 10 marzo 2023.
| Stagione                   | Squadra                    | Campionato                 | Campionato | Campionato | Coppe nazionali | Coppe nazionali | Coppe nazionali | Coppe continentali | Coppe continentali | Coppe continentali | Altre coppe | Altre coppe | Altre coppe | Totale | Totale |
| Stagione                   | Squadra                    | Comp                       | Pres       | Reti       | Comp            | Pres            | Reti            | Comp               | Pres               | Reti               | Comp        | Pres        | Reti        | Pres   | Reti   |
| -------------------------- | -------------------------- | -------------------------- | ---------- | ---------- | --------------- | --------------- | --------------- | ------------------ | ------------------ | ------------------ | ----------- | ----------- | ----------- | ------ | ------ |
| 2008                       | Zenit San Pietroburgo      | PL                         | 11         | 0          | KR              | 1               | 0               | UCL+CU             | 2+0                | 0                  | SR+SU       | 1+0         | 0           | 15     | 0      |
| 2009                       | Zenit San Pietroburgo      | PL                         | 10         | 0          | KR              | 1               | 0               | UEL                | 1                  | 0                  | -           | -           | -           | 12     | 0      |
| 2010                       | Zenit San Pietroburgo      | PL                         | 23         | 0          | KR              | 3               | 0               | UCL+UEL            | 4+4                | 0+1                | -           | -           | -           | 34     | 1      |
| 2011-2012                  | Zenit San Pietroburgo      | PL                         | 30         | 0          | KR              | 4               | 0               | UCL                | 8                  | 0                  | -           | -           | -           | 42     | 0      |
| 2012-2013                  | Zenit San Pietroburgo      | PL                         | 24         | 0          | KR              | 3               | 0               | UCL+UEL            | 5+4                | 0                  | SR          | 1           | 0           | 37     | 0      |
| 2013-2014                  | Zenit San Pietroburgo      | PL                         | 15         | 0          | KR              | 0               | 0               | UCL                | 8                  | 0                  | SR          | 1           | 0           | 24     | 0      |
| Totale Zenit               | Totale Zenit               | Totale Zenit               | 113        | 0          |                 | 12              | 0               |                    | 36                 | 1                  |             | 3           | 0           | 164    | 1      |
| 2014-2015                  | Dinamo Mosca               | PL                         | 18         | 1          | KR              | 1               | 0               | UEL                | 8                  | 0                  | -           | -           | -           | 27     | 1      |
| 2015-2016                  | Dinamo Mosca               | PL                         | 22         | 1          | KR              | 2               | 0               | -                  | -                  | -                  | -           | -           | -           | 24     | 1      |
| Totale Dinamo Mosca        | Totale Dinamo Mosca        | Totale Dinamo Mosca        | 40         | 2          |                 | 3               | 0               |                    | 8                  | 0                  |             | -           | -           | 51     | 2      |
| 2016-2017                  | Olympique Marsiglia        | L1                         | 13         | 0          | CF+CdL          | 0+1             | 0               | -                  | -                  | -                  | -           | -           | -           | 14     | 0      |
| set. 2017                  | Olympique Marsiglia        | L1                         | 1          | 0          | CF+CdL          | 0               | 0               | UEL                | 2                  | 0                  | -           | -           | -           | 3      | 0      |
| set. 2017-2018             | Trabzonspor                | SL                         | 20         | 0          | TK              | 4               | 0               | -                  | -                  | -                  | -           | -           | -           | 24     | 0      |
| 2018-2019                  | Olympique Marsiglia        | L1                         | 2          | 0          | CF+CdL          | 0               | 0               | UEL                | 1                  | 0                  | -           | -           | -           | 3      | 0      |
| Totale Olympique Marsiglia | Totale Olympique Marsiglia | Totale Olympique Marsiglia | 16         | 0          |                 | 1               | 0               |                    | 3                  | 0                  |             | -           | -           | 20     | 0      |
| 2019-2020                  | Omonia                     | A                          | 10+1       | 0          | CC              | 3               | 0               | -                  | -                  | -                  | -           | -           | -           | 14     | 0      |
| 2020-2021                  | Omonia                     | A                          | 16+8       | 0          | CC              | 1               | 0               | UCL+UEL            | 4+5                | 0                  | -           | -           | -           | 34     | 0      |
| 2021-2022                  | Omonia                     | A                          | 16+6       | 0          | CC              | 4               | 0               | UCL+UEL+UECL       | 2+1+4              | 0                  | SC          | 1           | 0           | 34     | 0      |
| Totale Omonia              | Totale Omonia              | Totale Omonia              | 42+15      | 0          |                 | 8               | 0               |                    | 16                 | 0                  |             | 1           | 0           | 82     | 0      |
| 2022-2023                  | Karmiōtissa                | A                          | 18+1       | 0          | CC              | 1               | 0               | -                  | -                  | -                  | -           | -           | -           | 20     | 0      |
| Totale carriera            | Totale carriera            | Totale carriera            | 265        | 2          |                 | 29              | 0               |                    | 63                 | 1                  |             | 4           | 0           | 361    | 3      |

### Cronologia presenze e reti in nazionale
| Cronologia completa delle presenze e delle reti in nazionale ― Slovacchia | Cronologia completa delle presenze e delle reti in nazionale ― Slovacchia | Cronologia completa delle presenze e delle reti in nazionale ― Slovacchia | Cronologia completa delle presenze e delle reti in nazionale ― Slovacchia | Cronologia completa delle presenze e delle reti in nazionale ― Slovacchia | Cronologia completa delle presenze e delle reti in nazionale ― Slovacchia | Cronologia completa delle presenze e delle reti in nazionale ― Slovacchia | Cronologia completa delle presenze e delle reti in nazionale ― Slovacchia |
| Data                                                                      | Città                                                                     | In casa                                                                   | Risultato                                                                 | Ospiti                                                                    | Competizione                                                              | Reti                                                                      | Note                                                                      |
| ------------------------------------------------------------------------- | ------------------------------------------------------------------------- | ------------------------------------------------------------------------- | ------------------------------------------------------------------------- | ------------------------------------------------------------------------- | ------------------------------------------------------------------------- | ------------------------------------------------------------------------- | ------------------------------------------------------------------------- |
| 10-12-2006                                                                | Abu Dhabi                                                                 | Emirati Arabi Uniti                                                       | 1 – 2                                                                     | Slovacchia                                                                | Amichevole                                                                | -                                                                         | 83’                                                                       |
| 21-11-2007                                                                | Serravalle                                                                | San Marino                                                                | 0 – 5                                                                     | Slovacchia                                                                | Qual. Euro 2008                                                           | -                                                                         | 73’                                                                       |
| 6-2-2008                                                                  | Limassol                                                                  | Ungheria                                                                  | 1 – 1                                                                     | Slovacchia                                                                | Amichevole                                                                | -                                                                         |                                                                           |
| 26-3-2008                                                                 | Zlaté Moravce                                                             | Slovacchia                                                                | 1 – 2                                                                     | Islanda                                                                   | Amichevole                                                                | -                                                                         | 64’                                                                       |
| 20-5-2008                                                                 | Bielefeld                                                                 | Turchia                                                                   | 1 – 0                                                                     | Slovacchia                                                                | Amichevole                                                                | -                                                                         |                                                                           |
| 11-8-2010                                                                 | Bratislava                                                                | Slovacchia                                                                | 1 – 1                                                                     | Croazia                                                                   | Amichevole                                                                | -                                                                         |                                                                           |
| 3-9-2010                                                                  | Bratislava                                                                | Slovacchia                                                                | 1 – 0                                                                     | Macedonia                                                                 | Qual. Euro 2012                                                           | -                                                                         |                                                                           |
| 7-9-2010                                                                  | Mosca                                                                     | Russia                                                                    | 0 – 1                                                                     | Slovacchia                                                                | Qual. Euro 2012                                                           | -                                                                         |                                                                           |
| 12-10-2010                                                                | Žilina                                                                    | Slovacchia                                                                | 1 – 1                                                                     | Irlanda                                                                   | Qual. Euro 2012                                                           | -                                                                         | 18’                                                                       |
| 9-2-2011                                                                  | Lussemburgo                                                               | Lussemburgo                                                               | 2 – 1                                                                     | Slovacchia                                                                | Amichevole                                                                | -                                                                         | 39’                                                                       |
| 4-6-2011                                                                  | Bratislava                                                                | Slovacchia                                                                | 1 – 0                                                                     | Andorra                                                                   | Qual. Euro 2012                                                           | -                                                                         |                                                                           |
| 10-8-2011                                                                 | Klagenfurt                                                                | Austria                                                                   | 1 – 2                                                                     | Slovacchia                                                                | Amichevole                                                                | -                                                                         | 90’                                                                       |
| 7-10-2011                                                                 | Žilina                                                                    | Slovacchia                                                                | 0 – 1                                                                     | Russia                                                                    | Qual. Euro 2012                                                           | -                                                                         |                                                                           |
| 11-10-2011                                                                | Skopje                                                                    | Macedonia                                                                 | 1 – 1                                                                     | Slovacchia                                                                | Qual. Euro 2012                                                           | -                                                                         | 46’                                                                       |
| 29-2-2012                                                                 | Bursa                                                                     | Turchia                                                                   | 1 – 2                                                                     | Slovacchia                                                                | Amichevole                                                                | -                                                                         |                                                                           |
| 26-5-2012                                                                 | Klagenfurt                                                                | Polonia                                                                   | 1 – 0                                                                     | Slovacchia                                                                | Amichevole                                                                | -                                                                         |                                                                           |
| 30-5-2012                                                                 | Rotterdam                                                                 | Paesi Bassi                                                               | 2 – 0                                                                     | Slovacchia                                                                | Amichevole                                                                | -                                                                         |                                                                           |
| 15-8-2012                                                                 | Odense                                                                    | Danimarca                                                                 | 1 – 3                                                                     | Slovacchia                                                                | Amichevole                                                                | -                                                                         |                                                                           |
| 7-9-2012                                                                  | Vilnius                                                                   | Lituania                                                                  | 1 – 1                                                                     | Slovacchia                                                                | Qual. Mondiali 2014                                                       | -                                                                         |                                                                           |
| 14-11-2012                                                                | Olomouc                                                                   | Rep. Ceca                                                                 | 3 – 0                                                                     | Slovacchia                                                                | Amichevole                                                                | -                                                                         |                                                                           |
| 6-2-2013                                                                  | Bruges                                                                    | Belgio                                                                    | 2 – 1                                                                     | Slovacchia                                                                | Amichevole                                                                | -                                                                         | 78’                                                                       |
| 22-3-2013                                                                 | Žilina                                                                    | Slovacchia                                                                | 1 – 1                                                                     | Lituania                                                                  | Qual. Mondiali 2014                                                       | -                                                                         |                                                                           |
| 26-3-2013                                                                 | Žilina                                                                    | Slovacchia                                                                | 0 – 0                                                                     | Svezia                                                                    | Amichevole                                                                | -                                                                         | 79’                                                                       |
| 7-6-2013                                                                  | Vaduz                                                                     | Liechtenstein                                                             | 1 – 1                                                                     | Slovacchia                                                                | Qual. Mondiali 2014                                                       | -                                                                         | 46’                                                                       |
| 6-9-2013                                                                  | Zenica                                                                    | Bosnia ed Erzegovina                                                      | 0 – 1                                                                     | Slovacchia                                                                | Qual. Mondiali 2014                                                       | -                                                                         |                                                                           |
| 10-9-2013                                                                 | Žilina                                                                    | Slovacchia                                                                | 1 – 2                                                                     | Bosnia ed Erzegovina                                                      | Qual. Mondiali 2014                                                       | -                                                                         | 82’                                                                       |
| 11-10-2013                                                                | Il Pireo                                                                  | Grecia                                                                    | 1 – 0                                                                     | Slovacchia                                                                | Qual. Mondiali 2014                                                       | -                                                                         | 70’                                                                       |
| 15-11-2013                                                                | Breslavia                                                                 | Polonia                                                                   | 0 – 2                                                                     | Slovacchia                                                                | Amichevole                                                                | -                                                                         |                                                                           |
| 5-3-2014                                                                  | Netanya                                                                   | Israele                                                                   | 1 – 3                                                                     | Slovacchia                                                                | Amichevole                                                                | -                                                                         |                                                                           |
| 26-5-2014                                                                 | San Pietroburgo                                                           | Russia                                                                    | 1 – 0                                                                     | Slovacchia                                                                | Amichevole                                                                | -                                                                         | 76’                                                                       |
| 4-9-2014                                                                  | Žilina                                                                    | Slovacchia                                                                | 1 – 0                                                                     | Malta                                                                     | Amichevole                                                                | -                                                                         | 73’                                                                       |
| 8-9-2014                                                                  | Kiev                                                                      | Ucraina                                                                   | 0 – 1                                                                     | Slovacchia                                                                | Qual. Euro 2016                                                           | -                                                                         |                                                                           |
| 9-10-2014                                                                 | Žilina                                                                    | Slovacchia                                                                | 2 – 1                                                                     | Spagna                                                                    | Qual. Euro 2016                                                           | -                                                                         | 37’                                                                       |
| 15-11-2014                                                                | Skopje                                                                    | Macedonia                                                                 | 0 – 2                                                                     | Slovacchia                                                                | Qual. Euro 2016                                                           | -                                                                         |                                                                           |
| 18-11-2014                                                                | Žilina                                                                    | Slovacchia                                                                | 2 – 1                                                                     | Finlandia                                                                 | Amichevole                                                                | -                                                                         |                                                                           |
| 27-3-2015                                                                 | Žilina                                                                    | Slovacchia                                                                | 3 – 0                                                                     | Lussemburgo                                                               | Qual. Euro 2016                                                           | -                                                                         |                                                                           |
| 31-3-2015                                                                 | Žilina                                                                    | Slovacchia                                                                | 1 – 0                                                                     | Rep. Ceca                                                                 | Amichevole                                                                | -                                                                         |                                                                           |
| 14-6-2015                                                                 | Žilina                                                                    | Slovacchia                                                                | 2 – 1                                                                     | Macedonia                                                                 | Qual. Euro 2016                                                           | -                                                                         |                                                                           |
| 5-9-2015                                                                  | Oviedo                                                                    | Spagna                                                                    | 2 – 0                                                                     | Slovacchia                                                                | Qual. Euro 2016                                                           | -                                                                         |                                                                           |
| 8-9-2015                                                                  | Žilina                                                                    | Slovacchia                                                                | 0 – 0                                                                     | Ucraina                                                                   | Qual. Euro 2016                                                           | -                                                                         |                                                                           |
| 9-10-2015                                                                 | Žilina                                                                    | Slovacchia                                                                | 0 – 1                                                                     | Bielorussia                                                               | Qual. Euro 2016                                                           | -                                                                         |                                                                           |
| 12-10-2015                                                                | Lussemburgo                                                               | Lussemburgo                                                               | 2 – 4                                                                     | Slovacchia                                                                | Qual. Euro 2016                                                           | -                                                                         |                                                                           |
| 13-11-2015                                                                | Trnava                                                                    | Slovacchia                                                                | 3 – 2                                                                     | Svizzera                                                                  | Amichevole                                                                | -                                                                         | 74’                                                                       |
| 25-3-2016                                                                 | Trnava                                                                    | Slovacchia                                                                | 0 – 0                                                                     | Lettonia                                                                  | Amichevole                                                                | -                                                                         | 63’                                                                       |
| 15-6-2016                                                                 | Lilla                                                                     | Russia                                                                    | 1 – 2                                                                     | Slovacchia                                                                | Euro 2016 - 1º turno                                                      | -                                                                         |                                                                           |
| 20-6-2016                                                                 | Saint-Étienne                                                             | Slovacchia                                                                | 0 – 0                                                                     | Inghilterra                                                               | Euro 2016 - 1º turno                                                      | -                                                                         |                                                                           |
| 4-9-2016                                                                  | Trnava                                                                    | Slovacchia                                                                | 0 – 1                                                                     | Inghilterra                                                               | Qual. Mondiali 2018                                                       | -                                                                         | 90+6’                                                                     |
| 8-10-2016                                                                 | Lubiana                                                                   | Slovenia                                                                  | 1 – 0                                                                     | Slovacchia                                                                | Qual. Mondiali 2018                                                       | -                                                                         | 56’                                                                       |
| 11-11-2016                                                                | Trnava                                                                    | Slovacchia                                                                | 4 – 0                                                                     | Lituania                                                                  | Qual. Mondiali 2018                                                       | -                                                                         |                                                                           |
| 15-11-2016                                                                | Vienna                                                                    | Austria                                                                   | 0 – 0                                                                     | Slovacchia                                                                | Amichevole                                                                | -                                                                         | Cap.                                                                      |
| 26-3-2017                                                                 | Ta' Qali                                                                  | Malta                                                                     | 1 – 3                                                                     | Slovacchia                                                                | Qual. Mondiali 2018                                                       | -                                                                         |                                                                           |
| 10-6-2017                                                                 | Vilnius                                                                   | Lituania                                                                  | 1 – 2                                                                     | Slovacchia                                                                | Qual. Mondiali 2018                                                       | -                                                                         | 58’                                                                       |
| 1-9-2017                                                                  | Trnava                                                                    | Slovacchia                                                                | 1 – 0                                                                     | Slovenia                                                                  | Qual. Mondiali 2018                                                       | -                                                                         |                                                                           |
| 4-9-2017                                                                  | Londra                                                                    | Inghilterra                                                               | 2 – 1                                                                     | Slovacchia                                                                | Qual. Mondiali 2018                                                       | -                                                                         |                                                                           |
| 5-10-2017                                                                 | Glasgow                                                                   | Scozia                                                                    | 1 – 0                                                                     | Slovacchia                                                                | Qual. Mondiali 2018                                                       | -                                                                         |                                                                           |
| 8-10-2017                                                                 | Trnava                                                                    | Slovacchia                                                                | 3 – 0                                                                     | Malta                                                                     | Qual. Mondiali 2018                                                       | -                                                                         | 82’ 87’                                                                   |
| 10-11-2017                                                                | Leopoli                                                                   | Ucraina                                                                   | 2 – 1                                                                     | Slovacchia                                                                | Amichevole                                                                | -                                                                         | 89’                                                                       |
| 14-11-2017                                                                | Trnava                                                                    | Slovacchia                                                                | 1 – 0                                                                     | Norvegia                                                                  | Amichevole                                                                | -                                                                         | 63’                                                                       |
| 22-3-2018                                                                 | Bangkok                                                                   | Slovacchia                                                                | 2 – 1                                                                     | Emirati Arabi Uniti                                                       | Amichevole                                                                | -                                                                         | 78’                                                                       |
| 31-5-2018                                                                 | Trnava                                                                    | Slovacchia                                                                | 1 – 1                                                                     | Paesi Bassi                                                               | Amichevole                                                                | -                                                                         | 73’                                                                       |
| 4-6-2018                                                                  | Ginevra                                                                   | Slovacchia                                                                | 1 – 2                                                                     | Marocco                                                                   | Amichevole                                                                | -                                                                         | 79’                                                                       |
| 5-9-2018                                                                  | Trnava                                                                    | Slovacchia                                                                | 3 – 0                                                                     | Danimarca                                                                 | Amichevole                                                                | -                                                                         |                                                                           |
| 9-9-2018                                                                  | Leopoli                                                                   | Ucraina                                                                   | 1 – 0                                                                     | Slovacchia                                                                | UEFA Nations League 2018-2019 - 1º turno                                  | -                                                                         | 16’                                                                       |
| 13-10-2018                                                                | Trnava                                                                    | Slovacchia                                                                | 1 – 2                                                                     | Rep. Ceca                                                                 | UEFA Nations League 2018-2019 - 1º turno                                  | -                                                                         | 27’ 80’                                                                   |
| 13-10-2019                                                                | Bratislava                                                                | Slovacchia                                                                | 1 – 1                                                                     | Paraguay                                                                  | Amichevole                                                                | -                                                                         | 87’                                                                       |
| 12-11-2020                                                                | Belfast                                                                   | Irlanda del Nord                                                          | 1 – 2 dts                                                                 | Slovacchia                                                                | Qual. Euro 2020                                                           | -                                                                         |                                                                           |
| 18-11-2020                                                                | Plzeň                                                                     | Rep. Ceca                                                                 | 2 – 0                                                                     | Slovacchia                                                                | UEFA Nations League 2020-2021 - 1º turno                                  | -                                                                         |                                                                           |
| 24-3-2021                                                                 | Nicosia                                                                   | Cipro                                                                     | 0 – 0                                                                     | Slovacchia                                                                | Qual. Mondiali 2022                                                       | -                                                                         |                                                                           |
| 30-3-2021                                                                 | Trnava                                                                    | Slovacchia                                                                | 2 – 1                                                                     | Russia                                                                    | Qual. Mondiali 2022                                                       | -                                                                         |                                                                           |
| 6-6-2021                                                                  | Vienna                                                                    | Austria                                                                   | 0 – 0                                                                     | Slovacchia                                                                | Amichevole                                                                | -                                                                         | 48’                                                                       |
| 14-6-2021                                                                 | San Pietroburgo                                                           | Polonia                                                                   | 1 – 2                                                                     | Slovacchia                                                                | Euro 2020 - 1º turno                                                      | -                                                                         | 20’                                                                       |
| 18-6-2021                                                                 | San Pietroburgo                                                           | Svezia                                                                    | 1 – 0                                                                     | Slovacchia                                                                | Euro 2020 - 1º turno                                                      | -                                                                         | 84’                                                                       |
| 23-6-2021                                                                 | Siviglia                                                                  | Slovacchia                                                                | 0 – 5                                                                     | Spagna                                                                    | Euro 2020 - 1º turno                                                      | -                                                                         |                                                                           |
| Totale                                                                    |                                                                           | Presenze                                                                  | 73                                                                        |                                                                           | Reti                                                                      | 0                                                                         |                                                                           |

## Palmarès

### Club

#### Competizioni nazionali
- Campionato slovacco: 1

Žilina: 2006-2007
- Supercoppa di Russia: 2

Zenit San Pietroburgo: 2008, 2011
- Coppa di Russia: 1

Zenit San Pietroburgo: 2009-2010
- Campionato russo: 2

Zenit San Pietroburgo: 2010, 2011-2012
- Campionato cipriota: 1

Omonia: 2020-2021
- Supercoppa di Cipro: 1

Omonia: 2021
- Coppa di Cipro: 1

Omonia: 2021-2022

#### Competizioni internazionali
- Supercoppa UEFA: 1

Zenit: 2008